# Adolf Sauer
Gustav Adolf Sauer (* 10. Juli 1852 in Weißenfels; † 2. Mai 1932 in Stuttgart) war ein deutscher Mineraloge und Geologe.

## Leben
Während seines Studiums wurde er 1873/74 Mitglied der Burschenschaft Alemannia auf dem Pflug Halle und später der Burschenschaft Arminia Stuttgart. Sauer wurde 1876 in Halle promoviert über phonolithisches Gestein der kanarischen Inseln. Danach war er mit Ferdinand Schalch in der geologischen Landesaufnahme von Sachsen und Baden und erster Direktor der 1888 gegründeten geologischen Landesaufnahme von Württemberg. Gleichzeitig war er von 1900 bis 1923 Professor für Geologie und Mineralogie an der Technischen Hochschule Stuttgart. Während des Ersten Weltkriegs war er drei Jahre Rektor der TH Stuttgart.
Im Jahr 1885 wurde er zum Mitglied der Leopoldina gewählt.
1888 entdeckte und benannte er das Mineral Riebeckit, und außerdem benannte er Prismatin. 1879 zeigte er an Geröllgneisen im Erzgebirge, dass Gneis auch aus Metamorphose von Sedimenten entstehen kann (Paragneise). 1888 wies er mit Theodor Siegert (1835–1913) nach, dass Löss aus Flugstaub besteht (äolische Herkunft). Die These hatte schon Ferdinand von Richthofen nach seinen Beobachtungen in China aufgestellt, sie setzte sich aber nur langsam gegen die Theorie der Ablagerung in Eisrand-Stauseen durch.
1921 wurde er Ehrenmitglied des Oberrheinischen Geologischen Vereins (OGV) und 1922 Ehrenmitglied des Vereins für vaterländische Naturkunde in Württemberg.
Sein Sohn war der Chemiker Eberhard Sauer.

## Schriften
- Mineralkunde als Einführung in die Lehre vom Stoff der Erdrinde, Stuttgart: Kosmos, Franckh 1907
- Über Conglomerate in der Glimmerschieferformation des sächsischen Erzgebirges, Zeitschrift für die gesamten Naturwissenschaften 1879
- mit Theodor Siegert: Über Ablagerung rezenten Lösses durch den Wind, Z. Deutsche Geolog. Ges., 40, 1888, 575–582